# Владимир Татлин
Владимир Јевграфович Татлин (рус. Владимир Евграфович Татлин; Харков, 28. децембар 1885 — Москва, 31. мај 1953) је био руски архитекта и сликар конструктивиста.

## Биографија
Студирао је на Високој школи ликовних уметности у Москви, иако је пре тога радио као кадет у трговачкој морнарици. Године 1913. одлази најпре у Берлин и потом у Париз. После повратка радио је рељефе које излаже у Москви и Петрограду. После Револуције постаје професор московског атељеа за слободну и примењену уметност као авангардни члан групе конструктивиста. После 1922. године био је предавач на установи за уметничке студије у Лењинграду. Касније је предавао у Кијеву и Москви.

## Дела и пројекти
Његов најпознатији, неизведен пројекат, Споменик Трећој интернационали, замишљен је да буде подигнут у Лењинграду.
Грађевина од гвожђа и челика, покривена стаклом, требало је да буде висока 400 m, дакле била би, у то време, највиши објекат на свету. Пројектом је било предвиђено да двоструки спирални омотач буде нагнут у једном смеру, да изнутра конструкција садржи сале и канцеларије. Спољна маса је требало да има облик коцке и служила би законодавним органима. Цела конструкција требало је да се обрће око своје осе различитом брзином – горње тело, у облику облице, требало је да се обрће око своје осе брзином пуног обртаја за један дан.
И за данашње доба фантастичан, пројекат никад није довршен.

## Галерија
- Поштанска марка из 2000. године са радником, колхозницом и Татлиновом кулом